# Herménégilde (prince wisigoth)
Pour les articles homonymes, voir Herménégilde.
Herménégilde ou Hermangild (San Hermenegildo en Espagne), né vers 560, mort le 13 avril 585, est un prince wisigoth du VIe siècle, fils aîné du roi Léovigilde. Martyrisé en raison de sa conversion de l'arianisme au christianisme nicéen, il a été canonisé par l’Église (fête le 13 avril).

## Biographie

### Famille
Il est le fils aîné de Léovigild et de sa première épouse, Théodosia, comme son frère Récarède. Quand Herménégilde atteint l'âge de 8 ans (572), ils ont pour marâtre la reine Goswinthe, veuve du prédécesseur de Léovigilde, Athanagilde. Goswinthe est la mère de Brunehilde (Brunehaut), alors reine d'Austrasie comme épouse du roi mérovingien Sigebert, connue au nord de la France sous le nom de Brunehaut.

### Débuts d'Herménégilde
En 573, Herménégilde et Récarède sont associés au pouvoir par leur père, qui s'efforce de consolider sa dynastie.
En 574, Herménégilde obtient de son père la charge de comte de Séville (Hispalis), ce qui en fait le gouverneur de l'actuelle Andalousie.
Bien qu'arien, comme tous les Wisigoths, Herménégilde épouse en 579 une fille de Sigebert et de Brunehaut, roi et reine des Francs, la princesse Ingonthe, qui est nicéenne.

### La conversion et la révolte
Sous l'influence de sa femme et de Léandre de Séville, il se convertit au christianisme nicéen ; dans la principale église de Séville, il abjure publiquement et solennellement l'arianisme, manifestant ainsi son opposition à son père Léovigilde. Selon Grégoire le Grand, c'est Léandre, évêque de Séville, qui convertit Herménégilde.
Son père Léovigild le convoque à Tolède mais Herménégilde ne se présente pas ; il est alors destitué de ses fonctions.
En 583, Herménégilde, soutenu par sa femme, par l'Église, par les Hispano-romains et par les Suèves (redevenus nicéens vers 560) en lutte contre les Wisigoths, se proclame roi d'Espagne. Pour mater son fils rebelle, Léovigilde établit alors le siège autour de Séville.
Informé que sa nièce Ingonthe a négocié l'aide des Byzantins et que ces derniers préparent une flotte pour remonter le Guadalquivir et secourir la ville assiégée, il entreprend une gigantesque œuvre d'ingénierie militaire : il fait démanteler la cité d'Italica pour construire une digue de contention afin de dévier le cours du fleuve.
Herménégilde a, d'autre part, fait appel aux Francs qui envoient une armée vers l'Espagne. Léovigild réussit à arrêter cette armée en Tarraconaise (Catalogne) et à obtenir son retrait. Il revient rapidement à Séville et fait couper l'aqueduc de Carmona qui alimente la ville en eau : une année de faim, de soif et d'épidémies décime les Sévillans.
Pour leur éviter les atrocités d'un assaut, Herménégilde, abandonné par Byzance et ses anciens alliés suèves, sort de nuit avec 600 fidèles pour occuper la forteresse voisine d'Osset (actuel San Juan de Aznalfarache), où il résiste sans vivres ni eau pendant plusieurs jours. Finalement, ses hommes se rendent et Herménégilde se retire seul dans la chapelle de San Juan de Aznalfarache.

### Le martyre
Captif, Herménégilde est envoyé à Valence puis à Tarragone. Pour les fêtes de Pâques 585, alors qu'Herménégilde se trouve en prison, Léogivilde lui envoie un évêque arien, afin qu'il reçoive la communion de ses mains. Le roi offre même de le libérer et de le rétablir dans son ancienne position s'il accepte cette communion arienne. Mais il se heurte à un refus, Herménégilde disant à l'évêque qu'il est un hérétique.
L'évêque arien rapporte les paroles d'Herménégilde au roi, qui ordonne son exécution. Dans le sous-sol de l'ancien palais romain d'Auguste, Herménégilde est décapité le 13 avril 585 par Sisbert, le chef des prisons tarragonaises.
La victoire de Léovigilde est cependant de faible portée, puisque Récarède fera dès 589 du christianisme nicéen la seule religion en Espagne (proscrivant non seulement l'arianisme mais aussi le judaïsme).
Le Martyrologe romain parle du martyr d'Herménégilde en ces termes, sous la date du 13 avril : « À Séville, en Espagne, saint Herménégilde, fils de Léovigilde, arien, roi des Wisigoths. Ce saint, ayant été mis en prison pour la confession de la foi catholique, et ayant refusé de recevoir la communion de la main d'un évêque arien aux solennités de Pâques, fut, par l'ordre d'un père perfide, frappé d'un coup de hache et, roi et martyr, il échangea un royaume terrestre pour le royaume du ciel. »

## Jugements sur Herménégilde; la canonisation
La conduite d'Herménégilde a été très discutée et nombre d'auteurs, dont son propre oncle Isidore de Séville, ont sévèrement condamné ses actes [référence ?], notamment le fait de s'être illégalement fait couronner et d'avoir fait appel à des troupes étrangères pour lutter contre son père Léovigild, roi légitime.
Il a cependant été canonisé par le pape Sixte Quint au XVIe siècle.
À la suite de cette canonisation, le poète Luis de Gongora y Argote lui consacra une ode.
Herménégilde est considéré comme un saint martyr par l'Église catholique d'Espagne, en France et en Italie, ainsi que par l'Église orthodoxe.
En Espagne, plusieurs rues portent son nom (Calle [San] Hermenegildo), notamment à Madrid.

## Descendance
On ne sait pas ce que devient son jeune fils, remis en otage aux Byzantins. Selon l'historien espagnol Luis de Salazar y Castro (es), ce fils nommé Athanagilde (II) sera élevé à Byzance et épousera Flavia Juliana, nièce de l'empereur byzantin Maurice. Leur fils Ardabast serait le père du roi wisigoth Ervige, qui régna de 680 à 687.